# Iliesa Ratuva Tavuyara
Iliesa Ratuva Tavuyara (Sigatoka, 27 giugno 1990) è un rugbista a 15 figiano, tre quarti centro del Vicenza.

## Carriera
Dopo essersi formato in patria, Tavuyara è emigrato in Nuova Zelanda dove ha iniziato a giocare nel Grammar TEC RC, club di Auckland. Poi ha esordito nel Heartland Championship, il campionato provinciale di seconda divisione neozelandese, nelle file del King Country Rugby con cui ha segnato dieci mete in altrattante apparizioni. È poi passato a giocare per gli Old Boys di Hamilton. Nel 2016 ha esordito nella Mitre 10 Cup, il principale campionato rugbistico neozelandese, per i Mooloos della Waikato Rugby Union.
Nel 2017, non avendo ottenuto un contratto con nessuna franchigia del Super Rugby, ha tentato la strada europea, accasandosi in Francia nel Bordaux dove è rimasto una stagione giocando nella squadra di sviluppo e allenandosi con la prima squadra, ma senza esordire nel campionato maggiore francese. Nel 2018 è stato ingaggiato dal Benetton Rugby dove ha esordito nel Pro14 e nella European Rugby Challenge Cup.

## Palmarès
- Pro14 Rainbow Cup: 1
Benetton Treviso: 2020-21
- Campionati italiani: 1
Rovigo: 2022-23